# Boulevard Royal
El Boulevard Royal o Boulevard Reial (en luxemburguès: Boulevard Royal) és un carrer a la ciutat de Luxemburg, al sud de Luxemburg. El bulevard és una artèria viària d'una sola via que recorre tot el nord i l'oest del centre de la ciutat, Ville Haute. A més de la seva importància com una de les artèries principals de la ciutat de Luxemburg, també és la llar de gran part de la gran indústria de serveis financers de Luxemburg, incloent el Banc Central de Luxemburg.
La Ruta del Boulevard Royal s'estén des de la Côte d'Eich, al nord-est de Ville Haute, a l'oest i sud-oest per aproximadament 330 metres, abans de prendre un gir cap al sud, amb força, amb la qual cosa es perllonga durant 400 metres. En l'extrem sud del carrer hi ha el pont Adolphe, que pren el tràfic per carretera a través de la Pétrusse unint-se a l'Avinguda de la Llibertat.